# San Roque (Guanajuato)
San Roque es una localidad mexicana situada en el estado de Guanajuato, dentro del municipio de Irapuato.

## Geografía
La localidad de San Roque se ubica en el sureste del municipio de Irapuato, cercana al límite con el municipio de Pueblo Nuevo. Dista 8.3 km de la cabecera municipal, Irapuato.
Se encuentra a una altura media de 1729 m s. n. m. y abarca un área de 1.17 km².
La mayor parte de la localidad se encuentra sobre una llanura, siendo solo el extremo sureste que se asienta sobre lomerío.
Predomina el clima semicálido subhúmedo con lluvias en verano y los tipos de suelo phaeozem y vertisol.

## Demografía
De acuerdo con el censo realizado en 2020 por el Instituto Nacional de Estadística y Geografía (INEGI), en San Roque había un total de 7763 habitantes, de los que 4002 eran mujeres y 3761, hombres.
En 2020 había un total de 2560 viviendas, de las que 1912 estaban habitadas; con un promedio de 4.06 ocupantes por vivienda.
El grado promedio de escolaridad es de 8.1 años.

### Evolución demográfica
Durante el período 2010-2020, la localidad tuvo un crecimiento del 3.5 % anual de la población.
| Gráfica de evolución demográfica de San Roque entre 1900 y 2020 |
|                                                                 |
| Fuente: Instituto Nacional de Estadística y Geografía.          |